# Nacionalna bazilika u Washingtonu
Bazilika Nacionalnoga svetišta Bezgrješnoga začeća (eng. Basilica of the National Shrine of the Immaculate Conception), manja je bazilika i nacionalno svetište Sjedinjenih Američkih Država u Washingtonu, ujedno i najveća katolička crkva u Sjedinjenim Američkim Državama i cijeloj Sjevernoj Americi. Biskupska konferencija SAD-a proglasila ju je Nacionalnim svetištem molitve i hodočašća te nacionalnim marijanskim svetištem. Unutar bazilika smješteno je osamdeset kapela. Najviša je naseljiva građevina u Washingtonu (100 m), s površinom podnožja od 19 167 m2. Izgrađena je u neobizantskom i neoromaničkom stilu, na zemljištu koje je darovalo Američko katoličko sveučilište. Bazilika je najveća riznica crkvene umjetnosti i arhitekture 20. stoljeća na svijetu.
Kamen temeljac za izgradnju postavljen je 16. svibnja 1920. Papa Pio IX. darovao je mozaik Bezgrješnoga začeća, kojemu je bazilika posvećena 20. studenoga 1959. Papa Ivan Pavao II. uzdigao je crkvu na razinu manje (papinske) bazilike 12. listopada 1990. Uz njega, Baziliku su posjetili i Benedikt XVI. (2008.) i Franjo (2015.), koji je u njoj kanonizirao španjolskoga franjevačkoga misionara u Kaliforniji Junípera Serru, Majka Terezija i dr. Kapelice i oltare darovali su tijekom i nakon izgradnje različiti narodi prisutni u SAD-u, među njima i Hrvati, pa je tako kardinal Franjo Kuharić 1970. unutar Bazilike posvetio kapelice Majke Božje Bistričke i Kraljice mira. Na ulazu u crkvu nalazi se i kip Majke Božje s anđelima Ivana Meštrovića.

## Vanjske poveznice
- Službene mrežne stranice (engl.)